# Сталинский, Олег Николаевич

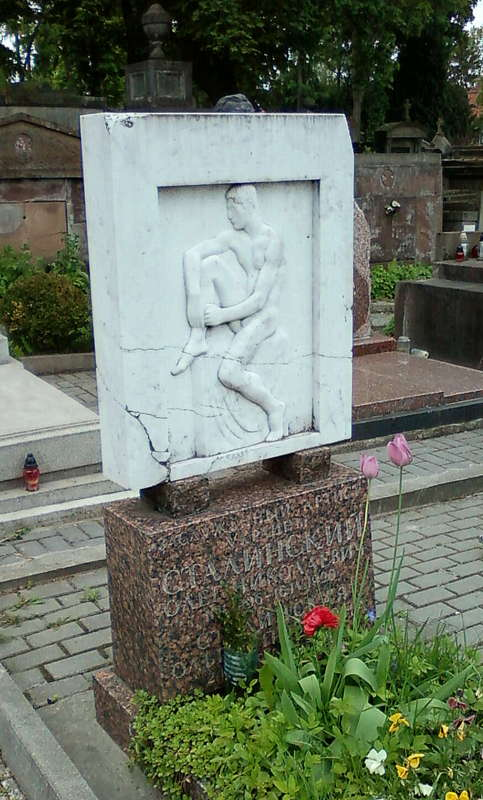
Памятник на могиле Олега Сталинского на Лычаковском кладбище (Львов)

Олег Николаевич Стали́нский (укр. Олеш Миколайович Сталинський; 16 января 1906, Киев — 16 апреля 1990, Львов) — украинский советский артист балета, педагог, ведущий солист Львовского театра оперы и балета. Заслуженный артист Украинской ССР (1951).

## Биография
Родился 3 (16) января 1906 года в Киеве. С детства Стали́нский увлекался балетом. Родители отвели его в студию Захара Ланге в Киеве, где устраивались танцевальные вечера. Здесь он подружился с С. Лифарем.
После революции стал обучаться в киевской балетной школе Брониславы Нижинской, был её любимым учеником. При отъезде в 1921 г. во Францию, Б. Нижинская просила родителей Олега разрешить ей забрать способного мальчика с собой, но получила отказ.
Творческая деятельность О. Сталинского началась в 1920-е годы в Киевском театре оперы и балета. До 1941 года танцевал в театрах Свердловска, Тбилиси, Одессы, Минска.
Совершенствовал мастерство на занятиях прославленных педагогов классического танца, среди которых — Екатерина Вазем, В. Пономарёв, В. Семёнов, Галина Березова.
В первые дни Великой Отечественной войны добровольцем ушел на фронт, был ранен, получив контузию позвоночника. Награждён Орденом Отечественной войны II степени (1985).
После излечения, поступил и с отличием закончил отделение иностранных языков Алма-Атинского педагогического института. Одновременно с учебой, пытался восстановить способность занятия танцами.
Через год, вновь вышел на сцену Театра им. Абая в балете «Бахчисарайский фонтан». О. Сталинский исполнил партию Гирея и был партнёром Галины Улановой.
О. Сталинский неустанно занимался драматическим искусством, брал уроки у знаменитых украинских мастеров: педагога мхатовской школы И. Чужого и соратницы Е. Вахтангова К. Котлубай.
Бо́льшую часть творческой жизни артист посвятил Львовскому театру оперы и балета им. Ивана Франко. Многие годы с конца 1940-х г. он был исполнителем главных партий в классических и современных балетах. Всего им исполнено более ста ролей классического и современного репертуара.
Отличался завидным творческим долголетием: в возрасте 75 лет Олег Николаевич ещё исполнял характерные роли. Позже свой богатый творческий опыт передавал ученикам, преподавал курс сценического движения и танца.
Стиль его танца тяготел к созданию ярких, колоритных образов. Своим искусством и самой своей личностью Олег Сталинский оставил в истории украинского балета значительный и яркий след.
Умер во Львове и похоронен на Лычаковском кладбище. На могиле О. Сталинского установлен памятник.

## Избранные партии
- Базиль — «Дон Кихот» Минкуса,
- Принц — «Лебединое озеро» Чайковского,
- Лукаш — «Лісова пісня» М. Скорульского,
- Олекса Довбуш — «Платок Довбуша» А. Кос-Анатольского и др.